# Aeoloscelis
Aeoloscelis is een geslacht van vlinders van de familie Stathmopodidae.

## Soorten
- A. aetheria Meyrick, 1897
- A. ancistrota Turner, 1923
- A. chionopyrrha Meyrick, 1927
- A. hipparcha Meyrick, 1897
- A. hydrographa Meyrick, 1897
- A. pachyceros Turner, 1941
- A. perigrapha Diakonoff, 1967
- A. sphragidota Meyrick, 1897
- A. thiostola Turner, 1923
- A. tripoda Meyrick, 1913